# Bennington (Nuevo Hampshire)
Bennington es un pueblo ubicado en el condado de Hillsborough en el estado estadounidense de Nuevo Hampshire. En el Censo de 2010 tenía una población de 1.476 habitantes y una densidad poblacional de 50,22 personas por km².

## Geografía
Bennington se encuentra ubicado en las coordenadas 43°1′13″N 71°54′13″O / 43.02028, -71.90361. Según la Oficina del Censo de los Estados Unidos, Bennington tiene una superficie total de 29.39 km², de la cual 28.72 km² corresponden a tierra firme y (2.28%) 0.67 km² es agua.

## Demografía
Según el censo de 2010, había 1.476 personas residiendo en Bennington. La densidad de población era de 50,22 hab./km². De los 1.476 habitantes, Bennington estaba compuesto por el 97.43% blancos, el 0.41% eran afroamericanos, el 0.07% eran amerindios, el 0.61% eran asiáticos, el 0% eran isleños del Pacífico, el 0.41% eran de otras razas y el 1.08% pertenecían a dos o más razas. Del total de la población el 0.88% eran hispanos o latinos de cualquier raza.